# Новокиївка (Амурська область)
Новокиївка (рос. Новокиевка) — село у Мазановському районі Амурської області Російської Федерації. Розташоване на території українського історичного та етнічного краю Зелений Клин.
Входить до складу муніципального утворення Новокиївська сільрада. Населення становить 708 осіб (2018).

## Історія
З січня 1926 року входить до складу Мазановського району, який згідно з постановою Президії Далькрайвиконкому від 20 березня 1931 був районом часткової українізації, у якому мало бути забезпечено обслуговування українського населення його рідною мовою шляхом створення спеціальних перекладових бюро при виконкомі та господарських організаціях.
З 20 жовтня 1932 року входить до складу новоутвореної Амурської області.
З 1 січня 2006 року входить до складу муніципального утворення Новокиївська сільрада.

## Населення
| 2002 | 2010 | 2012 | 2013 | 2014 | 2015 | 2016 |
| ---- | ---- | ---- | ---- | ---- | ---- | ---- |
| 800  | ↘719 | ↘718 | ↗725 | ↘717 | ↘711 | ↘707 |
| 2017 | 2018 |      |      |      |      |      |
| ↗708 | →708 |      |      |      |      |      |

## Уродженці
- Єлькіна Альбіна Петрівна (1932—2009) — радянська українська легкоатлетка. Виступала за збірну СРСР з легкої атлетики у 1950-х роках, багаторазова призерка першостей всесоюзного та республіканського значення, учасниця літніх Олімпійських ігор у Мельбурні. Почесний майстер спорту СРСР.